# 로쿠탄지역
로쿠탄지역(일본어: 六反地駅)은 일본 고치현 다카오카군 시만토정에 위치한 시코쿠 여객철도 도산 선의 철도역이다. 역 번호는 K24이며, 단선 승강장 1면 1선의 구조를 갖춘 지상역이다.

## 역 주변
- 국도 제56호선

## 역사
- 1961년 4월 15일 : 일본국유철도의 역으로서 개업.
- 1987년 4월 1일 : 일본국유철도 분할 민영화에 의해, 시코쿠 여객철도가 승계.

## 인접 역
| 시코쿠 여객철도 도산 선        | 시코쿠 여객철도 도산 선 | 시코쿠 여객철도 도산 선 |
| ------------------------------ | ----------------------- | ----------------------- |
| K 23 가게노 다도쓰 · 고치 방면 | 도산 선                 | 니다 K 25 구보카와 방면 |